# Josef Scheungraber
Josef Scheungraber (auch Joseph Scheungraber) (* 8. September 1918 in München; † 22. Juli 2015 in Ottobrunn) war ein deutscher Offizier der Wehrmacht und späterer Unternehmer. Als Leutnant der Gebirgstruppe beging er im Zweiten Weltkrieg Kriegsverbrechen, für die er im Jahr 2009 zu lebenslanger Haft verurteilt wurde.

## Laufbahn in der Wehrmacht

### Verwendungen
1937 meldete sich Scheungraber freiwillig zur 1. Gebirgs-Division in Mittenwald. Im Zweiten Weltkrieg kämpfte er unter anderem in Polen, Frankreich und Russland sowie auf Kreta. 1942 erlitt er im Kaukasus bei einer Minendetonation schwere Kopfverletzungen; nach seiner Genesung ging der mit dem Eisernen Kreuz I und II und Nahkampfspange dekorierte Leutnant auf eigenen Wunsch nach Italien. Dort war er zeitweise Ordonnanzoffizier des Oberbefehlshabers in Italien, Generalfeldmarschall Albert Kesselring. Ende 1943 war er nach eigenen Angaben an der Räumung des Klosters Montecassino beteiligt. 1944 wurde er kommissarischer Kompaniechef („Kompanieführer“) der 1. Kompanie des Gebirgs-Pionier-Bataillons 818.

### Beteiligung an Kriegsverbrechen

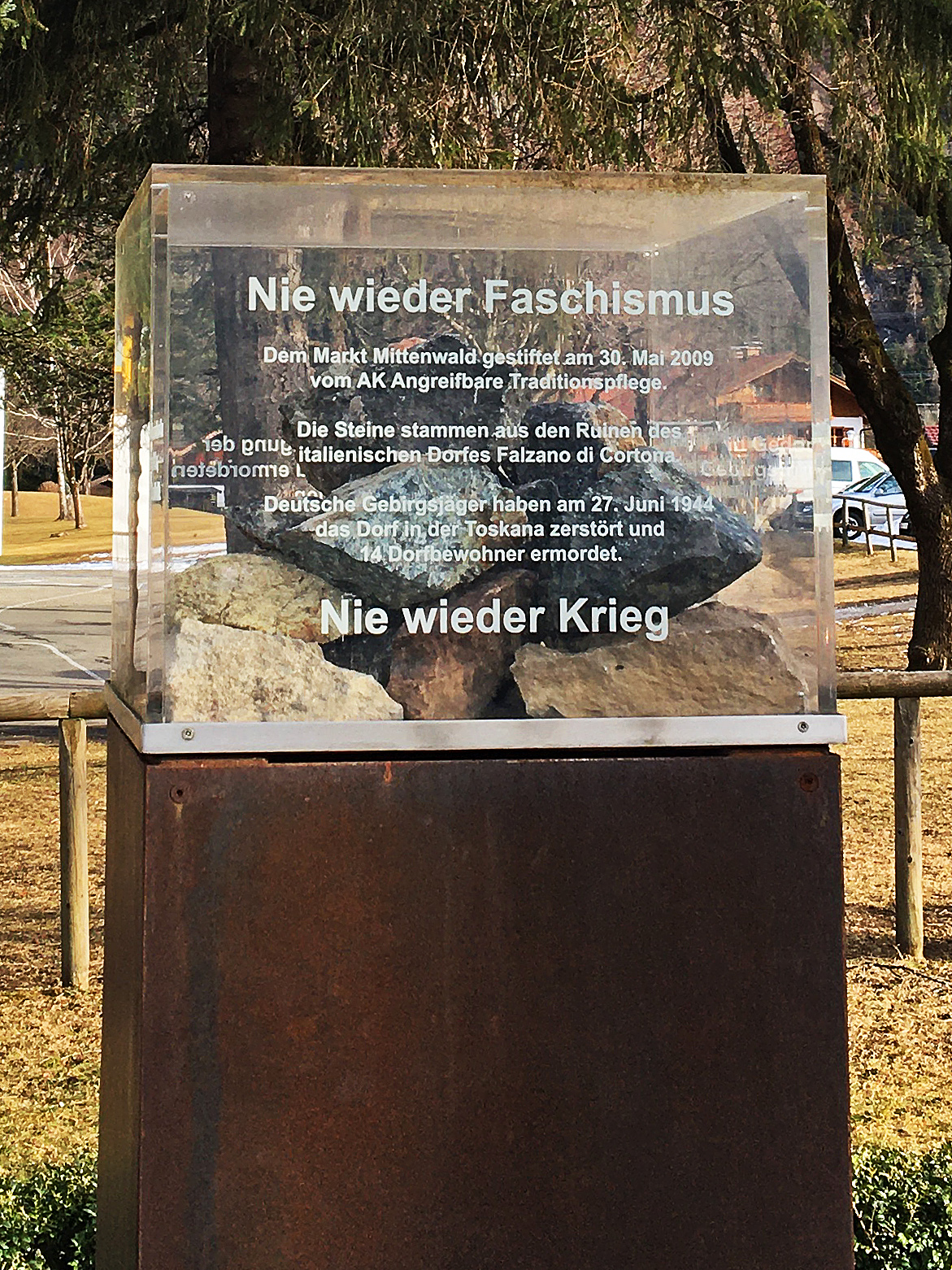
Mahnmal gegen Krieg und Faschismus in Mittenwald

Am Tag nach einem Partisanenangriff am 26. Juni 1944, bei dem zwei Soldaten aus Scheungrabers Kompanie getötet wurden, erschossen seine Soldaten in Falzano di Cortona bei Arezzo zunächst drei zufällig angetroffene Männer und eine 74-jährige Frau. Sodann griffen sie willkürlich dreizehn weitere Zivilisten auf und sperrten elf davon in ein Bauernhaus. Sie sprengten das Gebäude und schossen mit Maschinengewehren in die Trümmer, nur ein fünfzehnjähriger Jugendlicher überlebte schwerverletzt. Scheungraber gab den Befehl dazu. Für die Opfer dieses Kriegsverbrechens wurde am 21. März 2010 in Mittenwald ein Mahnmal eingeweiht. Es steht stellvertretend für die Opfer aller Kriegsverbrechen die im 2. Weltkrieg von den Gebirgsjägern der deutschen Wehrmacht in ganz Europa begangen wurden.

## Zivilleben
Scheungraber erlernte vor dem Militärdienst den Beruf des Schreiners. Die 1912 von seinem Vater Josef senior in München gegründete Schreinerei wurde 1943 bei einem der Bombenangriffe auf die Stadt völlig zerstört. In Ottobrunn bei München, wo Scheungrabers Großvater einen Ziegenstall besaß, baute der Vater die Werkstatt wieder auf. Nach eigenen Angaben kam Scheungraber 1948 aus der Kriegsgefangenschaft nach Hause, trat in den väterlichen Betrieb ein und absolvierte die Meisterprüfung. 1965 eröffnete Scheungraber ein Möbelhaus, das inzwischen von der Familie weitergeführt wird. Scheungraber saß von 1955 bis 1972 für die Parteifreie Wählergemeinschaft (PWG) im Ottobrunner Gemeinderat, war Träger der Bürgermedaille und Ehrenkommandant der Freiwilligen Feuerwehr. 2005 verlieh ihm dieser wegen „besonderer Verdienste“ die Bürgermedaille. Nach dem Urteil hat ihn die Feuerwehr Ottobrunn aus allen Listen gestrichen und ihm das mit der Ehrenmitgliedschaft verbundene Ehrenkommandantenamt aberkannt. Dies begründete Feuerwehrkommandant Eduard Klas gegenüber der Süddeutschen Zeitung so: „Wenn seine Vorgeschichte früher rausgekommen wäre, hätte er ja gar nicht Feuerwehrmitglied werden dürfen.“ Im Juni 2008 – vier Monate vor Anklageerhebung – hatte der Bürgermeister von Ottobrunn, Thomas Loderer (CSU), noch aus freien Stücken eine „Ehrenerklärung“ für Scheungraber abgegeben, um, wie er sagte, ein „Gegengewicht zur subtilen Vorverurteilung“ zu schaffen.
Dabei war in Ottobrunn bekannt, dass Scheungraber über die Jahre hinweg regelmäßigen Kontakt zu den „alten Kameraden“ der Mittenwalder Gebirgsjäger hielt, denen er seit 1937 angehörte – Scheungraber traf seine „alten Kameraden“ regelmäßig in einer Gaststätte in Thalkirchen und bei der umstrittenen jährlichen Veteranenfeier am Hohen Brendten in Mittenwald.

## Juristische Aufarbeitung
Ermittlungen wegen der Kriegsverbrechen in Falzano wurden von der deutschen Justiz erst aufgenommen, nachdem ein italienisches Militärgericht in La Spezia Scheungraber am 28. September 2006 in Abwesenheit zu lebenslanger Freiheitsstrafe verurteilt und danach die Akten den deutschen Behörden übergeben hatte. Er wurde im Oktober 2008 vor dem Schwurgericht des Landgerichts München I angeklagt. Der einzige Überlebende von damals, ein inzwischen pensionierter Polizeibeamter, wurde dabei als Zeuge vernommen und belastete den Angeklagten. Zudem sagte ein ehemaliger Mitarbeiter Scheungrabers aus, dass dieser auf einer Betriebsfeier in den 1970er Jahren mit dem Massaker geprahlt habe. Von der bayerischen Justiz wurde er wegen zehn aus niedrigen Beweggründen begangener Morde am 11. August 2009 zu lebenslanger Haft verurteilt. Die Revision wurde am 11. November 2010 verworfen, das Urteil wurde damit rechtskräftig. Eine Vollstreckung ist jedoch unterblieben. Im Juli 2012 gewährte das Oberlandesgericht München Scheungraber unbefristeten Strafaufschub, nachdem ein psychiatrisches Gutachten dem 93-Jährigen Haftunfähigkeit wegen seines schlechten körperlichen und geistigen Zustands bescheinigt hatte.